# Manuel Corachan i Garcia
Manuel Corachan i Garcia   (Xiva, 2 de novembre de 1881 - Barcelona, 1 de febrer de 1942) fou un cirurgià valencià.

## Biografia
Fill d'un cirurgià i barber humil, el 1893 es traslladà a casa dels seus oncles, que vivien a Sants (Barcelona). Es llicencià en medicina a la Universitat de Barcelona el 1906 després de 7 anys d'estudi, i fou deixeble d'Enric Ribas i Ribas i Àlvar Esquerdo Esquerdo.
El 1908 va entrar per oposició al cos de metges dels Dispensaris Municipals, i més tard seguí col·laborant amb en Ribas i Ribas quan aquest va ser nomenat cap del Servei de Cirurgia de l'Hospital de la Santa Creu.
El 1915 va crear una petita clínica al carrer Rosselló cantonada amb Aribau, que va ampliar amb el centre del carrer Buigas sis anys després amb el nom de Casa de Salut Clínica Corachán, i que encara persisteix al mateix lloc com Institut Clínica Corachán.
El 1921 fou nomenat director del servei de cirurgia de l'Hospital de la Santa Creu i fundà la Clínica Corachan, on fou deixeble seu Josep Trueta i Raspall. El 1925 es doctorà a la Universitat de Madrid amb una tesi sobre cirurgia gàstrica i fou escollit membre de la Reial Acadèmia de Medicina de Catalunya succeint Ramon Torres i Casanovas. Va ser president de l'Acadèmia de Ciències Mèdiques de Catalunya i Balears des del 1932 al 1934.

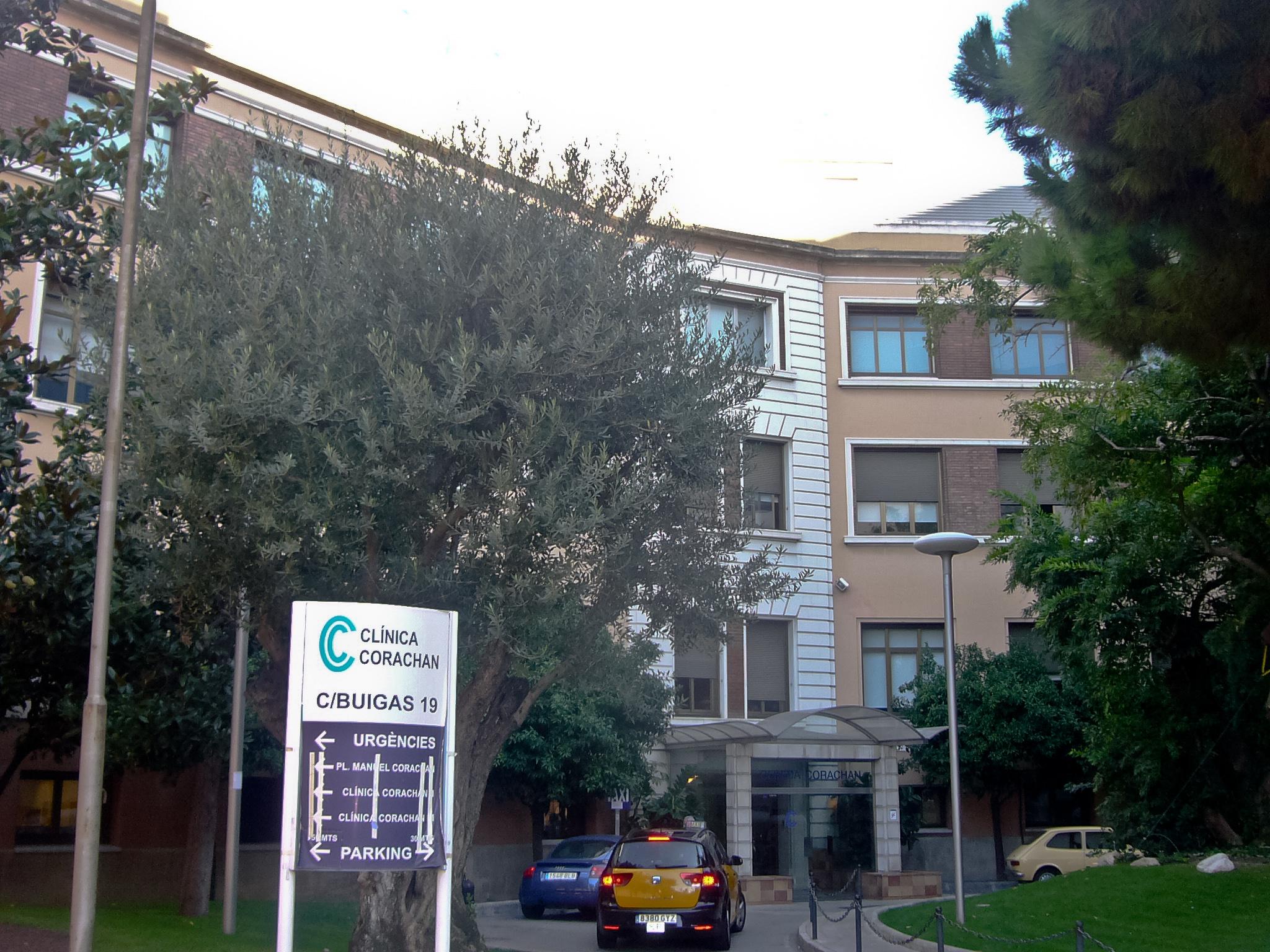
Clínica Corachan, al barri de les Tres Torres de Barcelona

El 1933 fou nomenat professor de patologia quirúrgica de la Universitat de Barcelona, col·laborà en la revista Monografies Mèdiques i va dirigir la redacció del Diccionari de medicina, per encàrrec de l'Associació de Metges de Llengua Catalana. El 1936 fou nomenat Conseller de Sanitat de la Generalitat de Catalunya, però en començar la Guerra Civil espanyola fou amenaçat per incontrolats, dimití del càrrec i el 1937 marxà del país amb una autorització de Lluís Companys. El seu fill i també prestigiós cirurgià Manuel Corachán Llort fou igualment perseguit per incontrolats i passà a la zona nacional, on morí el juny de 1937 per causa d'una gangrena provocada per una ferida mal curada de metralla. Manuel Corachán pare decidí aleshores exiliar-se a Veneçuela, on fou catedràtic de tècnica anatòmica de la Universitat de Caracas.
Va tornar a Barcelona el juny de 1941 on fou nomenat novament cap de Cirurgia de l'Hospital de la Santa Creu i Sant Pau de Barcelona, després de rebre una multa de 75.000 pessetes del Tribunal de Responsabilitats Polítiques franquista per haver estat conseller de Sanitat de la Generalitat.

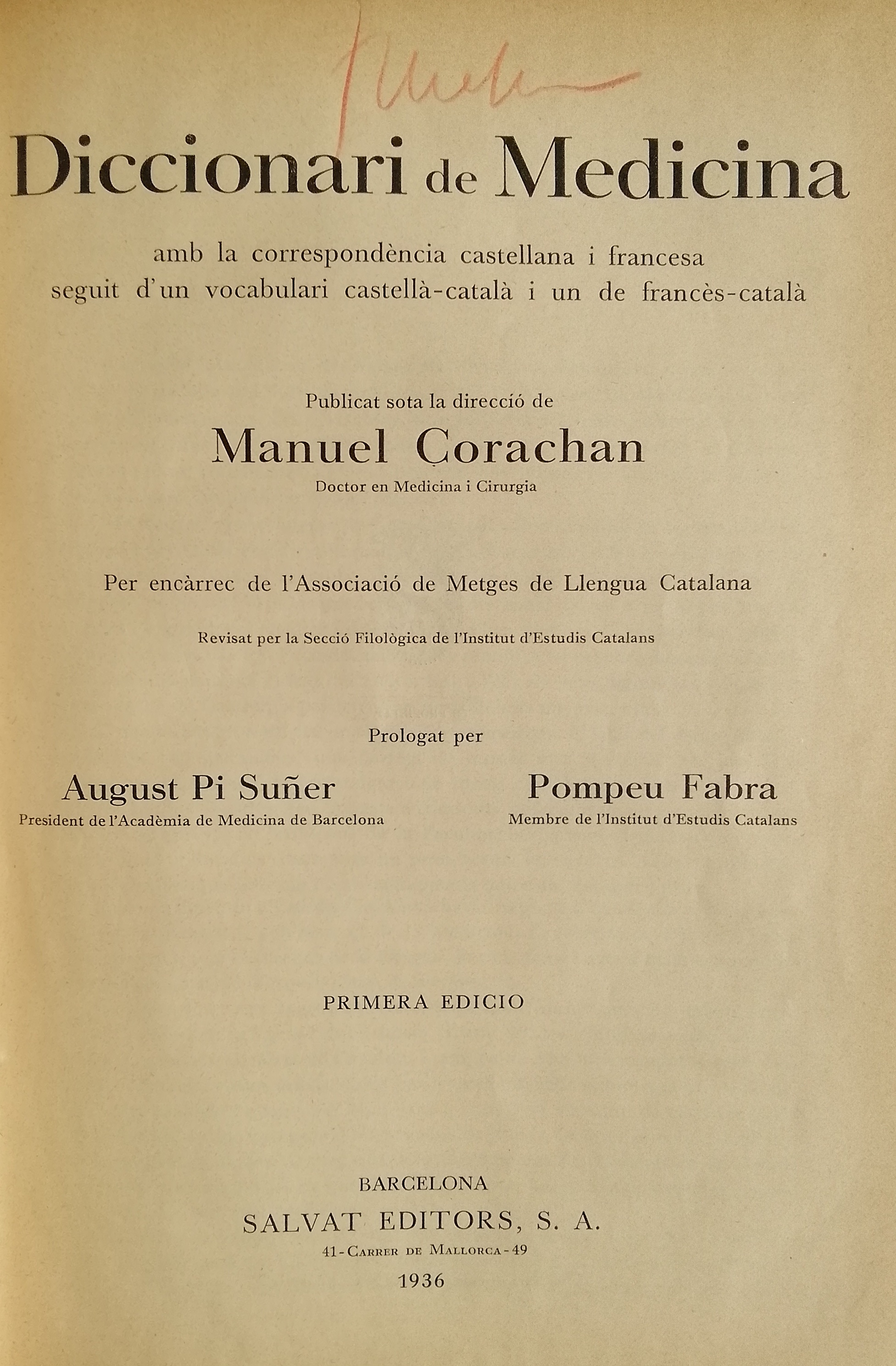
Diccionari de Medicina dirigit per Manuel Corachan, publicat a Barcelona l'any 1936

Morí l'any 1942 de tifus a Barcelona.

## Obres
- La cirurgia en els processos abdominals aguts (1926)
- Cirugía gástrica (1934)
- Clínica y terapéutica quirúrgicas de urgencia (1936), amb Francesc Domènech i Alsina
- Diccionari de Medicina (1936)